# Richard S. Ayer

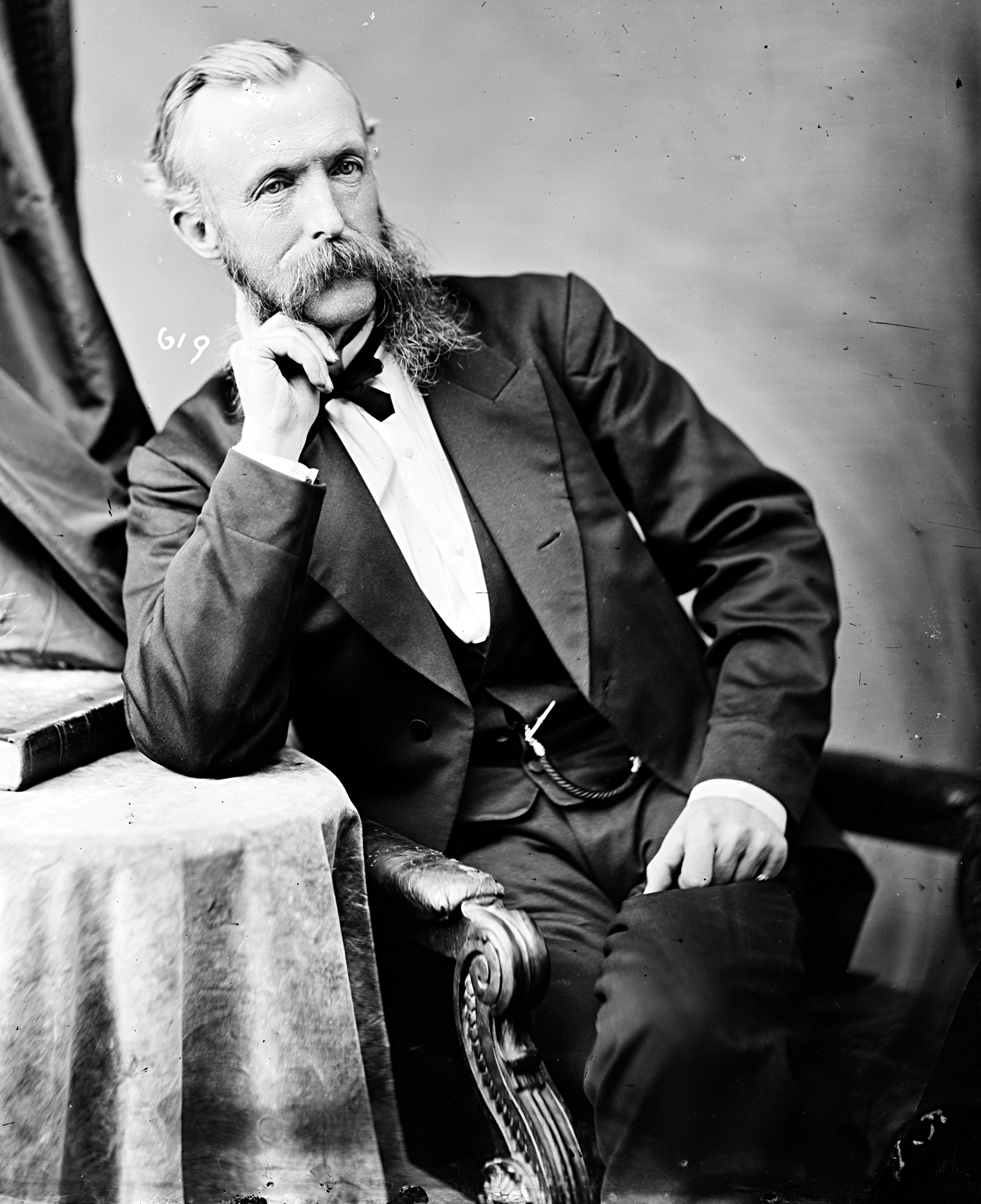
Richard S. Ayer

Richard Small Ayer (* 9. Oktober 1829 in Montville, Waldo County, Maine; † 14. Dezember 1896 in Liberty, Maine) war ein US-amerikanischer Politiker. In den Jahren 1870 und 1871 vertrat er den Bundesstaat Virginia im US-Repräsentantenhaus.

## Leben
Richard Ayer besuchte die öffentlichen Schulen seiner Heimat. Danach betätigte er sich in der Landwirtschaft und im Handel. Während des Bürgerkrieges diente er zwischen 1861 und 1863 im Heer der Union, aus dem er im Jahr 1863 als Oberleutnant aus gesundheitlichen Gründen ausschied. Nach dem Krieg ließ er sich in Warsaw (Virginia) nieder. In seiner neuen Heimat schlug er als Mitglied der Republikanischen Partei eine politische Laufbahn ein. In den Jahren 1867 und 1868 war er Delegierter auf einer Versammlung zur Überarbeitung der Verfassung von Virginia.
Nach der Wiederzulassung Virginias zur Union wurde Ayer im ersten Wahlbezirk seines Staates in das US-Repräsentantenhaus in Washington, D.C. gewählt, wo er am 31. Januar 1870 sein neues Mandat antrat. Da er im Jahr 1870 auf eine erneute Kandidatur verzichtete, konnte er bis zum 3. März 1871 nur die laufende Legislaturperiode im Kongress beenden. Nach dem Ende seiner Zeit im US-Repräsentantenhaus arbeitete Richard Ayer wieder in der Landwirtschaft. Später kehrte er nach Montville zurück. Im Jahr 1888 wurde er in das Repräsentantenhaus von Maine gewählt. Er starb am 14. Dezember 1896 in Liberty und wurde in Montville beigesetzt.